# Non-directional beacon
Non-directional (radio) beacon (NDB), är en radiofyr som sänder en kontinuerlig bärvåg i alla riktningar, avsedd att pejlas från flygplan. Sändaren identifierar sig regelbundet med en långsam morsesignal som består av två eller tre bokstäver, gärna med anknytning till fyrens eller ortens namn. NDB-fyrar kan sända inom området 190-1750 kHz, men de flesta NDB-fyrarna sänder inom 250 - 450 kHz. Det är ofta möjligt att fånga in någon NDB-fyr med en vanlig rundradiomottagare som har långvågsband.
(Även om det kan kännas både naturligt och pedagogiskt att säga NDB-fyr, så är det strängt taget en tautologi. Ordet fyr är redan täckt av bokstaven B för beacon. Jämför ordet CD-skiva. Branschfolk benämner dock fyrarna som en NDB, flera NDB:er på svenska)

## Pejling
I flygplanet finns en ADF, Automatic Direction Finder, som automatiskt bestämmer riktningen till fyren. Riktningen visas på ett instrument som kallas radiokompass. I sitt enklaste utförande visar radiokompassen bara riktningen till fyren i förhållande till planets aktuella flygriktning och kallas då RBI Radio Bearing Indicator. Mer avancerade radiokompasser kombinerar detta med kompassinformation så att även den absoluta bäringen till eller från fyren kan avläsas. Instrumentet kallas då RMI Radio Magnetic Indicator.
Planets mottagare täcker ofta hela frekvensområdet 190–1750 kHz. Därför kan även rundradiostationer på lång- och mellanvåg avlyssnas och pejlas. Sådana stationers position och sändningsfrekvens anges ofta på flygkartan.

## Förekomst
NDB:er är normalt placerade i närheten av flygplatser där de utgör ett visst stöd vid inflygning för landning och utflygning efter start. Förr användes NDB:er även för sträcknavigering, men denna uppgift övertogs först av VOR:er och på senare tid av satellitnavigering. 
I Sverige fanns år 2003 cirka 125 NDB:er. Dessa är av olika typ för flyget. Så kallade Locators är placerade för att markera inflygningen till en landningsbana varför det vanligtvis finns två, en i vardera banriktningen på en flygplats. Dessa har ofta låg uteffekt och begränsad hörbarhet. Så kallade en route NDB:er är i Sverige år 2014 endast åtta stycken fördelade över Sverige. Frekvenser och positioner finns publicerade i den svenska AIP:n som går att nå via LFV:s webbsidor. Dessa en route NDB:er är till för navigering mellan flygplatser och för överflygande trafik. Det är främst privatflygare som använder NDB:er. Bruksflyget och trafikflyget använder i regel VOR:er och DME:er, ofta är dessa samlokaliserade och då fås både riktning och avstånd till en VOR. Sedan januari 2014 är det flygplatserna själva som ansvarar för Locators medan LFV fortfarande ansvarar för de åtta en route NDB:er som finns kvar. Dessa kommer dock att avvecklas, troligtvis inom en tioårsperiod då nya alternativa GPS-baserade inflygningsprocedurer är under framtagande. För privatflyget är denna utrustning emellertid alldeles för dyrbar vilket är anledningen till att NDB:er fortfarande finns. Någon användning för bruksflyget och trafikflyget har de knappast.

## Historik
På 1920-talet började man bygga radiofyrar för sjöfarten. Mottagarutrustningen var dock så dyr, tung och krävande att använda så att den inte lämpade sig för flygplan. Endast zeppelinare och några få stora flygbåtar utnyttjade tekniken då.
I början på 1930-talet hade radiotekniken gjort stora framsteg. 1934 kom en mottagarutrustning för pejling, en RDF – Radio Direction Finder, som var tillräckligt lätt för att passa i flygplan. Från detta år och 20 år framåt installerades en mängd NDB-fyrar för flyget över hela världen. NDB blev det främsta navigationshjälpmedlet. RDF utvecklades snart till ADF (se ovan) som befriade navigatören från allt besvär med att pejla för hand.